# João Botelho

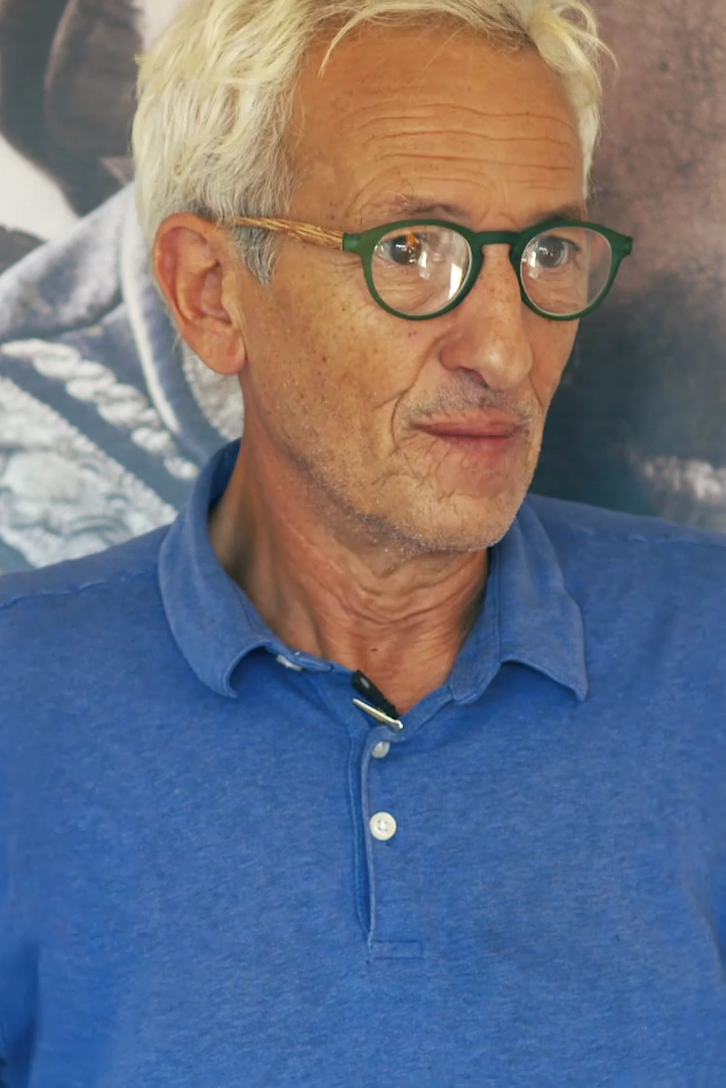
João Botelho

João Botelho (* 11. Mai 1949 in Lamego) ist ein portugiesischer Filmregisseur.

## Leben und Wirken
Botelho war früh aktiv in Filmklubs in Porto und Coimbra, wo er Ingenieurwissenschaften studierte. 1974 brach er seine Studien ab und schrieb sich an der Filmschule des Nationalkonservatoriums in Lissabon ein. Er war als Filmkritiker und Grafiker tätig, bis er 1976 erstmals Regie führte.
Mit Conversa acabada verfilmte er die Freundschaft Fernando Pessoas mit Mário de Sá-Carneiro. Er gewann seine ersten Filmpreise („Glauber Rocha“-Preis des Filmfestivals Figueira da Foz, Großer Preis der Juri beim Festival von Antwerpen) und die Cahiers du cinéma nannte den Film einen der besten 1982.
Endgültig etablierte sich Botelho bei der Kritik 1985 mit Um Adeus Português („Ein portugiesischer Abschied“). Es ist der erste Spielfilm, der sich mit dem Tabuthema des portugiesischen Kolonialkriegs (1961–1974) befasst. Im Portugal nach der Nelkenrevolution hatten die Militärs nichts gegen den Film, doch es fiel ihnen auch nach elf Jahren noch schwer, über diese Vergangenheit zu sprechen. So zeigt der Film die Szenen in Schwarzweiß, die im afrikanischen Busch der frühen 1970er Jahre spielen, analog zu den alten Kriegsaufnahmen im Fernsehen der Zeit, während die Szenen im Lissabon von 1985 farbig sind. Statt aufwändiger Kriegsszenen bestimmen verhaltene Darstellungen der Hauptdarsteller (unter ihnen die Muse des Novo Cinema, Maria Cabral) den kritischen, vor allem aber von stiller Trauer gekennzeichneten Film. Er spiegelt die im Portugal 1985 herrschende Stimmung ein Jahrzehnt nach dem verklungenen Lärm des Kolonialkrieges und dem Schlagabtausch der Ideologien nach der Revolution wider. Der Film hatte Premiere beim London Film Festival, gewann einen Tucano de Ouro beim Filmfestival von Rio de Janeiro, den OCIC-Award bei den Filmfestspielen von Berlin und erste Preise bei Festivals in Cartagena, Salsomaggiore, Belford und Pesaro. Der Film fand Verleihe u. a. in Großbritannien und Frankreich und wird bis heute auf Festivals gezeigt, etwa beim 12. Jeonju Film Festival 2011 in Südkorea.
João Botelho drehte in den folgenden Jahren zahlreiche, sehr unterschiedliche Filme. So erhielt seine überdrehte, beißende Satire Tráfico („Traffic“) von 1997 ebenso die Aufmerksamkeit der Kritik, wie seine intensive, sinnliche Dokumentation 2005 über das Naturschutzgebiet der Ria Formosa an der Algarve. Er arbeitet gelegentlich auch für Fernsehen und Theater.
Beim Abschluss seines Films Corrupção gab es 2007 starke Differenzen zwischen Botelho und dem Produzenten. Botelhos Schnitt ist 17 Minuten länger als die Endfassung des Produzenten, und auch in der Vertonung erreichten sie keine Einigung. So kam der Film ohne den Namen Botelhos in die Kinos und wurde doch seine bis dahin publikumswirksamste Produktion.
Mit deutlichem Abstand folgte 2010 sein bis dahin zweiterfolgreichster Film an der Kinokasse, Filme do Desassossego („Film der Unruhe“), seine Verfilmung von Fernando Pessoas Buch der Unruhe. Diesen Erfolg wiederum verdankte seine Pessoa-Verfilmung nicht zuletzt dem persönlichen Einsatz Botelhos: unzufrieden damit, dass sein vorheriger Film A Corte do Norte (die Verfilmung des gleichnamigen historischen Romans von Agustina Bessa-Luís) nicht bis in die Kinos des Landesinneren kam, machte er sich selbst mit der einzigen Verleihkopie auf den Weg und zeigte sie in Kinos der großen und entlegeneren Städte gleichermaßen, und sprach anschließend mit dem Publikum. Seine so organisierten Vorführungen waren sehr gut besucht, so etwa die komplett ausverkaufte Woche im Centro Cultural de Belém.
2014 gelang Botelho ein erstaunlicher Publikumserfolg mit Os Maias: Cenas da Vida Romântica. Die eigenwillige, dabei vergleichsweise zugängliche Verfilmung des Hauptwerkes des portugiesischen Schriftstellers Eça de Queiroz (1845–1900) lockte über 122.000 Zuschauer in die portugiesischen Kinos, und Botelhos deutlich längerer Director’s Cut lief Ende 2015 als vierteilige Mini-Serie bei RTP1 im portugiesischen Fernsehen.
Nach einigen Dokumentarfilmen kam 2017 mit Peregrinação die nächste Literaturverfilmung Botelhos in die Kinos. Seine Adaption der gleichnamigen Erinnerungen des portugiesischen Seefahrers Fernão Mendes Pinto († 1583) konnte mit über 20.000 Kinobesuchern einen Achtungserfolg verbuchen und wurde der dritte portugiesische Vorschlag für den Auslands-Oscar von Botelho, nach Harte Zeiten für unsere Zeiten (1988) und Três Palmeiras (1994).
João Botelho ist Träger des Orden des Infanten Dom Henrique im Kommandeurs-Rang, den ihm am 10. Juni 2005 Portugals Staatspräsident Jorge Sampaio überreichte.

## Filmografie
- 1976 O Alto do Cobre (Kurzfilm)
- 1976 Um Projecto de Educação Popular (Kurzfilm)
- 1977 Os Bonecos de Santo Aleixo (Dok.) (Premiere bei der Cahiers-du-cinéma-Filmwoche in Paris)
- 1978 Alexandre Rosa (Kurzfilm, zusammen mit Jorge Alves da Silva)
- 1980 Conversa Acabada („The Other One“) (Premiere beim Filmfestival Cannes)
- 1985 Ein portugiesischer Abschied (Um Adeus Português) (Premiere beim London Film Festival, Beitrag Festival do Rio de Janeiro, Filmfestspiele Berlin, MoMA, Belford, Cartagena, Salsomaggiore, Pesaro)
- 1987 Harte Zeiten für unsere Zeiten (Tempos Difíceis)
- 1991 Die Luft – Mein Geburtstag (No Dia dos Meus Anos) (Premiere beim Filmfestival Locarno, Auftragsarbeit für die RTP/ARTE)
- 1993 Hier auf Erden (Aqui na Terra) (im Wettbewerb bei den Filmfestspielen Venedig)
- 1994 Três Palmeiras („Three Palm Trees“) (Premiere beim Filmfestival Cannes, Bestellung der Kulturhauptstadt Europas Lissabon)
- 1996 13 Filmes X 3’ (Fernsehbeitrag/RTP)
- 1998 Tráfico („Traffic“) (Premiere beim Filmfestival in Venedig, Wettbewerb Toronto International Film Festival, Filmfest Hamburg, Haifa, São Paulo, Valencia)
- 1999 Se a Memória Existe (Kurzfilm (Video) zum 25. Jahrestag der Nelkenrevolution, Premiere beim Filmfestival Venedig)
- 2001 Quem És Tu? (im Wettbewerb beim Filmfestival in Venedig)
- 2001 As Mãos e as Pedras (Kurzfilm (Video) zur Eröffnung der Kulturhauptstadt Europas Porto)
- 2003 A Mulher que Acreditava ser Presidente dos Estados Unidos da América (Premiere beim Filmfestival in Cannes)
- 2005 A Luz na Ria Formosa (Dok., Video / Filmfestivals Doclisboa, Cinéma du Réel/Paris, Torino Film Festival/Turin, Viennale/Wien, Festival dei Popoli/Florenz).
- 2005 O Fatalista (Filmfestivals Toronto, Venedig, Sevilla, São Paulo, Washington, D.C.)
- 2006 A Baleia Branca, Uma Ideia de Deus (Dok., Video zur Moby-Dick-Inszenierung am Teatro São Luiz in Lissabon)
- 2007 A Terra Antes do Céu („The land before the sky“) (Dok., Video zur Feier des 100. Todestag von Miguel Torga, DocLisboa, Festival Internacional de Cine de Mar del Plata, FID Marseille, Panorama Film Fest Lissabon)
- 2007 Corrupção (nicht von ihm gezeichnet)
- 2009 A Corte do Norte (Premiere beim New York Film Festival)
- 2009 Para que este mundo nao acabe („Journey to Barroso“) (Dok.)
- 2010 Filme do Desassossego
- 2011 Carminho no Lux (Dok., Kurzfilm)
- 2012 Anquanto la Lhéngua fur Cantada (Dok.)
- 2012 La Valse (Kurzfilm)
- 2012 Bravo Som dos Tambores (Dok., Kurzfilm)
- 2014 Os Maias: Cenas da Vida Romântica (17 port. Filmpreise, auch als Fernseh-Mehrteiler)
- 2014 A Arte da Luz Tem 20.000 Anos
- 2014 Quatro (Premiere beim Doclisboa-Filmfestival)
- 2015 O Som da Prata (Dok., Kurzfilm)
- 2015 Nos Campos em Volta (Dok., Kurzfilm)
- 2016 O Cinema, Manoel de Oliveira e Eu (Dok., Premiere beim IndieLisboa-Filmfestival)
- 2017 Peregrinação (Auszeichnungen bei den Sophia Filmpreisen 2018)
- 2020 O Ano da Morte de Ricardo Reis (Preis für Beste Kamera bei den CinEuphoria 2021)
- 2022: Um Filme em Forma de Assim
- 2022: O Jovem Cunhal
- 2022: 1936 – O Ano da Morte de Ricardo Reis (TV-Mehrteiler)

## Ehrungen und Nennungen
- 1980 „Glauber Rocha“-Preis des Filmfestivals von Figueira da Foz für Conversa acabada, Preis „Bester Film“ in Antwerpen, Auszeichnung durch die Cahiers du cinéma
- 1985 „Tucano de Ouro“ als bester Regisseur, Rio de Janeiro International Film Festival für Ein portugiesischer Abschied (Um Adeus Português), Preise bei den Festivals von Belford, Cartagena, Salsomaggiore und Pesaro
- 1986 „OCIC Promotional Award, Forum of New Cinema“ für „Ein portugiesischer Abschied“ bei den Filmfestspielen in Berlin
- 1988 Ehrung bei den FIPRESCI-Preisverleihungen in Venedig für Harte Zeiten für unsere Zeiten
- 1996 Retrospektive João Botelho in Bergamo
- 1998 Nominiert für den Goldenen Löwen () für Tráfico
- 1999 Widmung auf dem Festival International du Film de La Rochelle
- 2001 Nominiert für den Goldenen Löwen (Internationale Filmfestspiele von Venedig), Preis Mimmo Rotella für Quem És Tu?
- 2005 Nominiert für den Goldenen Löwen (Internationale Filmfestspiele von Venedig) für O Fatalista
- 2005 Jurimitglied beim 29. Filmfestival von São Paulo, 21. Oktober – 3. November
- 2005 Jurimitglied beim 27. Three Continents Festival in Nantes, 22. – 29. November
- 2005 Verleihung des Orden des Infanten Dom Henrique im Kommandeursrang durch Präsident Jorge Sampaio
- 2006 Widmung auf dem Festival Cinéma du Réel in Paris
- 2008 Ehrung für A Corte do Norte bei den Filmfestivals in Rom und Funchal
- 2009 Auszeichnung für A Corte do Norte beim Caminhos do Cinema Português-Filmfestival in Coimbra